# Кэхилл, Тим
Ти́моти Фили́га «Тим» Кэ́хилл (англ. Timothy Filiga "Tim" Cahill; 6 декабря 1979, Сидней, Австралия) — австралийский футболист. Выступал на позиции атакующего полузащитника. Наиболее известен по выступлениям за английский футбольный клуб «Эвертон» и национальную сборную Австралии. Является лучшим бомбардиром в истории сборной Австралии.

## Биография
Тим родился в Австралии, в городе Сидней. Его отец — ирландец, а мать — уроженка Самоа. Так что теоретически Кэхилл мог бы выступать за любую из трёх стран: Ирландию, Самоа или Австралию.
Именно родители хотели, чтобы Тим и его братья Шон и Крис стали футболистами, а не регбистами, как их двоюродные братья Джо и Джереми Стенли. Мать Кэхилла считала, что регби — слишком опасный вид спорта, а отец, уроженец Лондона, являлся страстным поклонником футбола.

## Клубная карьера

### «Миллуолл» (1998—2004)
Тим начинал карьеру в молодёжном клубе «Сидней Юнайтед». В возрасте 16 лет перебрался в академию клуба «Миллуолл». Уже в 18 лет дебютировал за основной состав клуба, выйдя на замену на 69-й минуте. В 2002 году им всерьез интересовался «Арсенал» и «Манчестер Юнайтед». «Миллуолл» запрашивал цену в 6.5 млн евро за перспективного игрока, но гранды предлагали только 4,5 млн. В итоге, не договорившись о цене, Кэхилл продолжил выступления за «Миллуолл». В сезоне 2003/04 Кэхилл был одним из лидеров команды, помог ей впервые в истории выйти в финал Кубка Англии, и тем самым квалифицироваться в Кубок УЕФА, забив единственный мяч в полуфинальной встрече с «Сандерлендом». Однако, в финале «львы» уступили «Манчестер Юнайтед». Всего за «Миллуолл» Кэхилл провёл 249 матчей, забив 56 мячей.

### «Эвертон» (2004—2012)

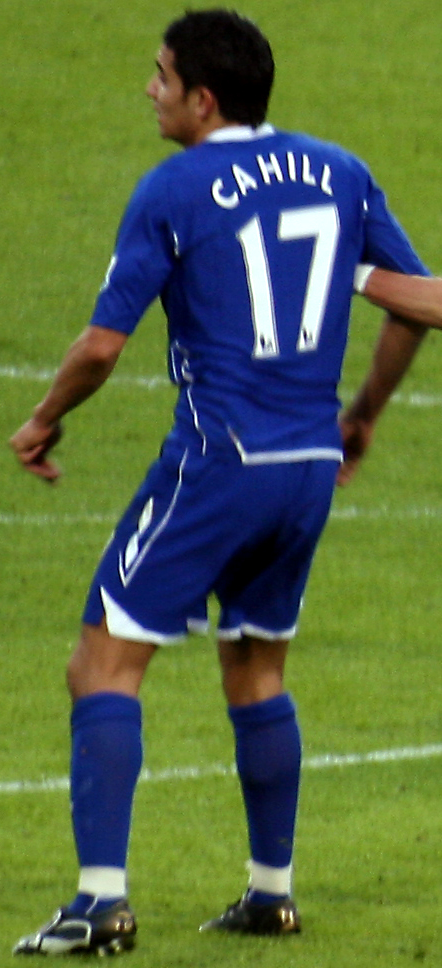
Тим Кэхилл в игре против «Вест Хэм Юнайтед», 15 декабря 2007 года.

В 2004 году за 1,5 млн фунтов стерлингов перешёл в «Эвертон». В первом сезоне за новый клуб он стал лучшим бомбардиром команды и получил от болельщиков звание лучшего игрока сезона. «Эвертон» занял высокое четвёртое место в чемпионате и получил возможность участвовать в Лиге чемпионов.
В октябре 2006 года Кэхилл попал в список 50 номинантов на Золотой мяч, став первым игроком «Эвертона» за последние 18 лет, и единственным представителем от АФК. Кэхилл пропустил большую часть сезона 2006/07 из-за травмы колена, но подписал новый пятилетний контракт в конце сезона.
Начало сезона 2007/08 Тим пропустил из-за травмы. Восстановившись к домашнему матчу группового этапа Кубка УЕФА против греческой «Ларисы» 25 октября 2007 года, он забил гол, а «Эвертон» отпраздновал победу со счётом 3:1. 5 декабря 2007 года, в другом матче группы, на «Гудисон Парк» хозяева принимали питерский «Зенит». Матч закончился в пользу «Эвертона» — 1:0, Кэхилл забил победный мяч в сетку российской команды. Всего в этом сезоне Тим Кэхилл провёл 28 матчей, поразив ворота соперников 10 раз.
19 января 2009 года, в самой концовке дерби с «Ливерпулем», Кэхилл забил свой третий гол на «Энфилде» и сравнялся по этому показателю с легендарным Дикси Дином. Свой сотый гол в карьере забил «Арсеналу» на «Гудисон Парк» 28 января 2009 года.
В начале сезона 2009/10 капитан «Эвертона» Фил Невилл выбыл из-за травмы колена, а капитанская повязка перешла в руки к Тиму Кэхиллу. В этом же сезоне австралиец забил свой пятидесятый гол в составе «ирисок», отправив мяч в сетку ворот «Карлайл Юнайтед» в третьем раунде Кубка Англии, где «Эвертон» добился победы — 3:1.
Фанаты «Эвертона» из-за невысокого роста дали Кэхиллу прозвище «Tiny Tim», что в переводе означает «Крошка Тим». Однако его небольшой рост не мешает ему мастерски играть на втором этаже. Больше половины своих мячей за ливерпульский клуб Тим Кэхилл забил именно головой. Также он является рекордсменом Премьер-лиги по количеству голов забитых головой. По этому показателю он опережает таких мастеров, как Данкан Фергюсон и Дион Даблин.
Австралиец знаменит своим празднованием голов. Обычно, после забитого гола, он буквально избивает угловой флажок.
2 марта 2008 года, после забитого им мяча в матче против «Портсмута», Кэхилл необычно отпраздновал свой гол, скрестив запястья, изображая скованные в наручниках руки. Этот гол он посвятил своему брату Шону, которого приговорили к тюремному заключению.
14 апреля 2010 года Кэхилл оформил дубль в матче против «Астон Виллы», забив оба мяча головой после стандартных положений. Спустя три дня Кэхилл на 90-й минуте матча принёс «Эвертону» победу над «Блэкберн Роверс». Этот гол стал для него 10-м в сезоне и первым с декабря 2008 года, который он забил ногой, а не головой.
Свой двухсотый матч в футболке «ирисок» провёл 25 апреля 2010 года против «Фулхэма», а через месяц подписал с клубом новый четырёхлетний контракт. В октябре 2010 года он забил свой пятый гол в мерсисайдском дерби, открыв счёт в победной для «Эвертона» встрече — 2:0. 6 ноября 2010 года, он в пятидесятый раз в рамках Премьер-лиги поразил ворота соперников, забив в ворота «Блэкпула».
После Кубка Азии 2011 Тим Кэхилл выдал самую длинную безголевую серию в своей карьере. Забив «Манчестер Сити» в декабре 2010 года, он на протяжении 34 матчей не мог поразить ворота соперников. 21 января 2012 года он наконец прервал засуху, длившуюся весь 2011 год, отправив мяч в ворота «Блэкберн Роверс».
17 марта 2012 года, в матче 1/4 Кубка Англии, Кэхилл забил свой второй гол в сезоне, поразив ворота Симона Миньоле и сравняв счёт. Матч закончился вничью — 1:1, а в переигровке «Эвертон» отправил два безответных мяча в ворота «Сандерленда» и забронировал себе путёвку в полуфинал Кубка Англии на «Уэмбли».
28 апреля 2012 года Кэхилл забил третий мяч в сезоне и, как оказалось, последний мяч в составе «Эвертона». Он поставил жирную точку в разгромной победе над «Фулхэмом» — 4:0.
13 мая 2012 года «Эвертон» в последнем туре АПЛ-2011/12 принимал «Ньюкасл Юнайтед» на «Гудисон» Кэхилл был удалён после финального свистка за агрессивное поведение в отношении Йоана Кабайе. Это был последний официальный матч Тима Кэхилла в футболке «Эвертона».
После 8 лет проведённых в «Эвертоне» Кэхилл поблагодарил клуб и болельщиков, заявив: «Я хочу поблагодарить всех в „Эвертоне“ — клубе с потрясающими болельщиками. Для меня было честью выступать за „Эвертон“ на протяжении последних восьми сезонов, и решение об уходе далось мне нелегко. Я желаю клубу всего наилучшего в будущем».

### «Нью-Йорк Ред Буллз» (2012—2015)

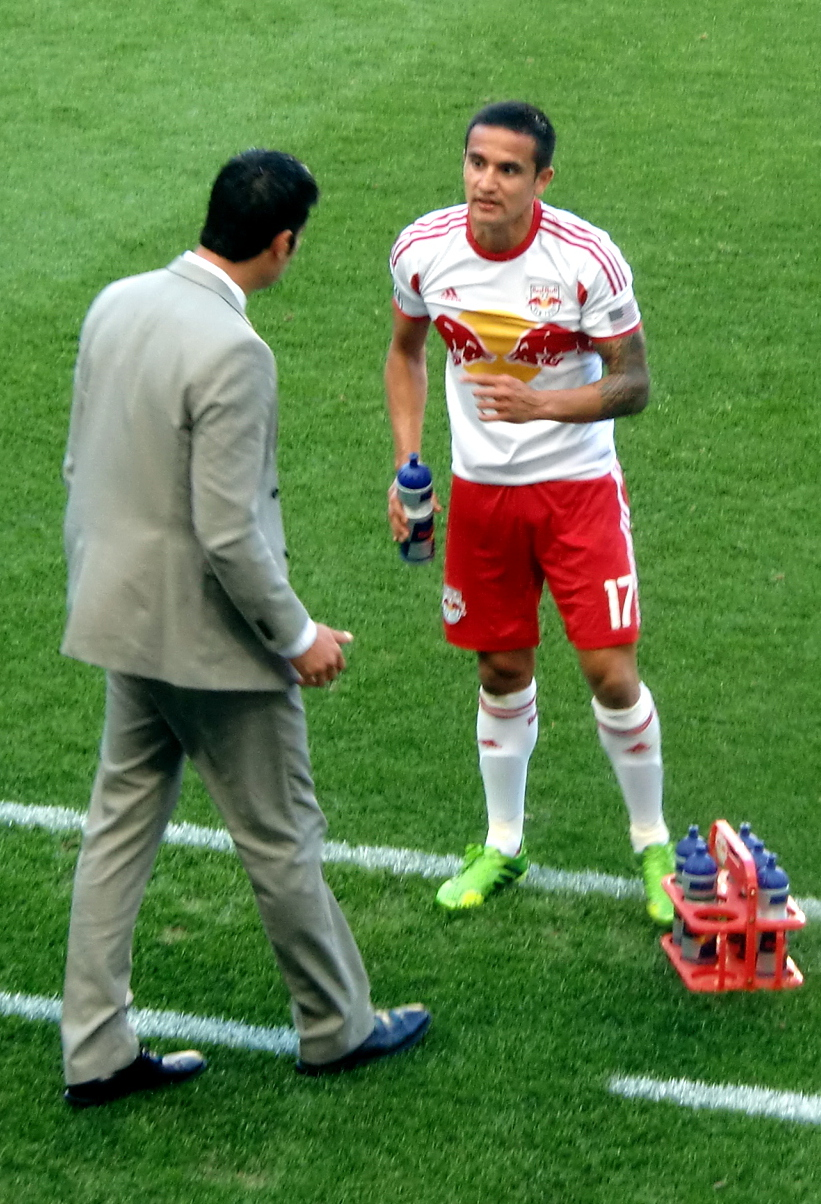
Тим Кэхилл в составе «Нью-Йорк Ред Буллз».

27 июля 2012 года было объявлено, что Кэхилл подписал контракт с клубом МЛС «Нью-Йорк Ред Буллз».
Сумма трансфера составила около 1 млн фунтов стерлингов. Дебютировал в МЛС в матче против «Хьюстон Динамо», в августе 2012 года. 19 мая 2013 года Кэхилл забил гол на 91-й минуте в матче против «Лос-Анджелес Гэлакси», который принёс победу его команде. 20 октября 2013 года Кэхилл забил самый быстрый гол в истории МЛС, поразив ворота «Хьюстон Динамо» уже на седьмой секунде матча. 2 февраля 2015 года «Нью-Йорк Ред Буллз» расторг контракт с Кэхиллом по взаимному согласию сторон.

### «Шанхай Шэньхуа»
22 февраля 2015 года Тим Кэхилл объявил о переходе в клуб китайской Суперлиги «Шанхай Гринлэнд Шеньхуа». В феврале 2016 года австралийский атакующий полузащитник покинул «Шанхай Шеньхуа» в качестве свободного агента.

### «Ханчжоу Гринтаун»
22 февраля 2016 года Кэхилл подписал полугодичный контракт с клубом «Ханчжоу Гринтаун».

### «Мельбурн Сити»
11 августа 2016 года Кэхилл заключил двухлетнее соглашение с клубом Эй-лиги «Мельбурн Сити».

### Возвращение в «Миллуолл»
29 января 2018 года Кэхилл вернулся в свой первый профессиональный клуб «Миллуолл», подписав контракт до конца сезона.

## Карьера в сборной
Дебют Тима в составе сборной Австралии состоялся 30 марта 2004 года в Лондоне в матче со сборной Южной Африки. Он появился на 75-й минуте, заменив Марка Брешиано. 5 марта 2014 года Тим Кэхилл стал лучшим бомбардиром в истории сборной Австралии, оформив дубль в матче против Эквадора. 22 января 2015 в 1/4 Кубке Азии, в котором Сборная Австралии обыграла сборную Китая 2:0, Тим Кэхилл оформил дубль, забив один из голов в падении ударом через себя.

### ЧМ-2006
Тим Кэхилл практически в одиночку добыл для Австралии победу над японцами в групповом этапе (Кэхилл забил два гола и отдал голевую передачу) ЧM-2006 в Германии — 3:1 и играл во всех остальных матчах Австралии на этом чемпионате мира. Кэхилл вошёл в историю австралийского футбола, став первым игроком этой страны, которому удалось забить на Чемпионате мира.

### ЧМ-2010
На ЧM-2010 в Южной Африке, Кэхилл поехал как одна из главных звёзд своей сборной. Уже в первом матче против сборной Германии Тим заработал красную карточку на 56-й минуте встречи за фол против Бастиана Швайнштайгера. В том матче Австралия потерпела сокрушительное поражение со счётом 0:4. Из-за дисквалификации Кэхилл был вынужден пропустить второй матч группового этапа против сборной Ганы, который завершился вничью. Вернувшись на поле в третьем матче австралийцев против команды Сербии, Кэхилл ударом головой на 69-й минуте открыл счёт. В итоге «соккеруз» добились тяжёлой победы над сербами — 2:1, но заняли третье место в группе, проиграв Гане по разнице мячей, и покинули турнир.

### ЧМ-2014
Кэхилл стал лучшим бомбардиром своей сборной в отборочных матчах к чемпионату миру, забив 3 мяча. На этот турнир он отправился в качестве главной звезды и надежды сборной Австралии.
13 июня 2014 года Тим Кэхилл забил в первом матче австралийцев на ЧM-2014 против Чили, послав мяч в сетку Клаудио Браво головой после подачи с фланга, однако этот гол не помог соккеруз набрать очков. Таким образом, легендарный австралиец забил свой четвёртый гол на мировых первенствах, а также присоединился к компании Арьена Роббена и Робина ван Перси, став третьим игроком, кто забивал на трёх последних чемпионатах мира : ЧM-2006, ЧM-2010 и ЧM-2014. 18 июня 2014 года Тим Кэхилл забил свой второй мяч на мундиале, и, пожалуй, один из самых красивых в своей карьере. На 21-й минуте он поразил ворота голландцев роскошным ударом слёта, тем самым сравняв счёт в матче, который австралийцы все-таки проиграли. В этом же матче он получил свою вторую жёлтую карточку на турнире (первую он получил в матче с Чили). В последнем, ничего уже не значившем матче на групповом этапе против сборной Испании Тим Кэхилл не сыграл. Австралия и Испания не смогли преодолеть групповой этап.

### ЧМ-2018
Чемпионат мира по футболу 2018 для сборной Австралии начался с поражения от команды Франции со счётом 2:1. Кэхилл в этом матче не играл. Вторая игра Австралии с Данией закончилась вничью 1:1. В этом матче Кэхилл не играл. В третьей игре против Перу Тим вышел на поле на 53 минуте, но Австралия проиграла со счётом 0:2. 17 июля 2018 года официально объявил о завершении карьеры игрока в сборной Австралии.

## Статистика

### Клубная

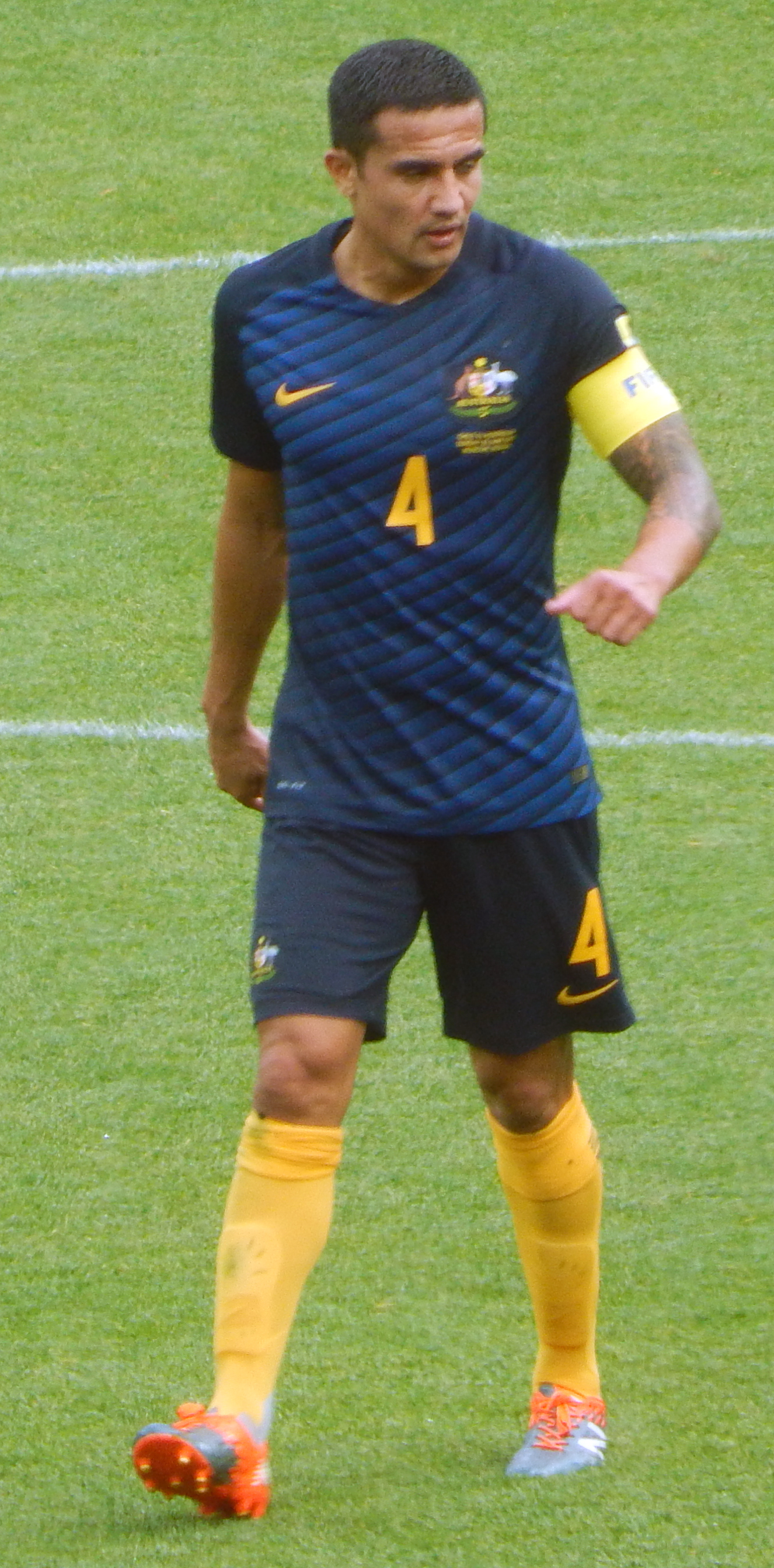

| Клуб                    | Сезон            | Лига | Лига | Кубки | Кубки | Еврокубки | Еврокубки | Прочее | Прочее | Итого | Итого |
| Клуб                    | Сезон            | Игры | Голы | Игры  | Голы  | Игры      | Голы      | Игры   | Голы   | Игры  | Голы  |
| ----------------------- | ---------------- | ---- | ---- | ----- | ----- | --------- | --------- | ------ | ------ | ----- | ----- |
| Миллуолл                | 1997/98          | 1    | 0    | 0     | 0     | 0         | 0         | 0      | 0      | 1     | 0     |
| Миллуолл                | 1998/99          | 36   | 6    | 1     | 0     | 0         | 0         | 4      | 0      | 41    | 6     |
| Миллуолл                | 1999/00          | 45   | 12   | 3     | 0     | 0         | 0         | 3      | 0      | 51    | 12    |
| Миллуолл                | 2000/01          | 41   | 9    | 6     | 1     | 0         | 0         | 1      | 0      | 48    | 10    |
| Миллуолл                | 2001/02          | 43   | 13   | 4     | 0     | 0         | 0         | 2      | 0      | 49    | 13    |
| Миллуолл                | 2002/03          | 11   | 3    | 0     | 0     | 0         | 0         | 0      | 0      | 11    | 3     |
| Миллуолл                | 2003/04          | 40   | 9    | 8     | 3     | 0         | 0         | 0      | 0      | 48    | 12    |
| Миллуолл                | Итого            | 217  | 52   | 22    | 4     | 0         | 0         | 10     | 0      | 249   | 56    |
| Эвертон                 | 2004/05          | 33   | 11   | 5     | 1     | 0         | 0         | 0      | 0      | 38    | 12    |
| Эвертон                 | 2005/06          | 32   | 6    | 3     | 1     | 4         | 1         | 0      | 0      | 39    | 8     |
| Эвертон                 | 2006/07          | 18   | 5    | 3     | 2     | 0         | 0         | 0      | 0      | 21    | 7     |
| Эвертон                 | 2007/08          | 18   | 7    | 4     | 1     | 6         | 2         | 0      | 0      | 28    | 10    |
| Эвертон                 | 2008/09          | 30   | 8    | 8     | 1     | 2         | 0         | 0      | 0      | 40    | 9     |
| Эвертон                 | 2009/10          | 33   | 8    | 3     | 1     | 7         | 1         | 0      | 0      | 43    | 10    |
| Эвертон                 | 2010/11          | 27   | 9    | 0     | 0     | 0         | 0         | 1      | 0      | 28    | 9     |
| Эвертон                 | 2011/12          | 35   | 2    | 6     | 1     | 0         | 0         | 0      | 0      | 41    | 3     |
| Эвертон                 | Итого            | 226  | 56   | 33    | 8     | 19        | 4         | 0      | 0      | 278   | 68    |
| Нью-Йорк Ред Буллз      | 2012             | 14   | 1    | 0     | 0     | 0         | 0         | 0      | 0      | 14    | 1     |
| Нью-Йорк Ред Буллз      | 2013             | 29   | 12   | 0     | 0     | 0         | 0         | 0      | 0      | 29    | 12    |
| Нью-Йорк Ред Буллз      | 2014             | 28   | 3    | 0     | 0     | 1         | 0         | 0      | 0      | 28    | 3     |
| Нью-Йорк Ред Буллз      | Итого            | 71   | 16   | 0     | 0     | 1         | 0         | 0      | 0      | 72    | 16    |
| Шанхай Гринлэнд Шеньхуа | 2015             | 28   | 11   | 6     | 1     | 0         | 0         | 0      | 0      | 34    | 12    |
| Чжэцзян Гринтаун        | 2016             | 17   | 4    | 0     | 0     | 0         | 0         | 0      | 0      | 17    | 4     |
| Мельбурн Сити           | 2016/17          | 23   | 11   | 4     | 2     | 0         | 0         | 0      | 0      | 27    | 13    |
| Мельбурн Сити           | 2017/18          | 6    | 0    | 1     | 0     | 0         | 0         | 0      | 0      | 7     | 0     |
| Мельбурн Сити           | Итого            | 29   | 11   | 5     | 2     | 0         | 0         | 0      | 0      | 34    | 13    |
| Миллуолл                | 2017/18          | 10   | 0    | 0     | 0     | 0         | 0         | 0      | 0      | 10    | 0     |
| Джамшедпур              | 2018/19          | 11   | 2    | 0     | 0     | 0         | 0         | 0      | 0      | 11    | 2     |
| Всего за карьеру        | Всего за карьеру | 609  | 152  | 66    | 15    | 20        | 4         | 10     | 0      | 705   | 171   |

## Достижения

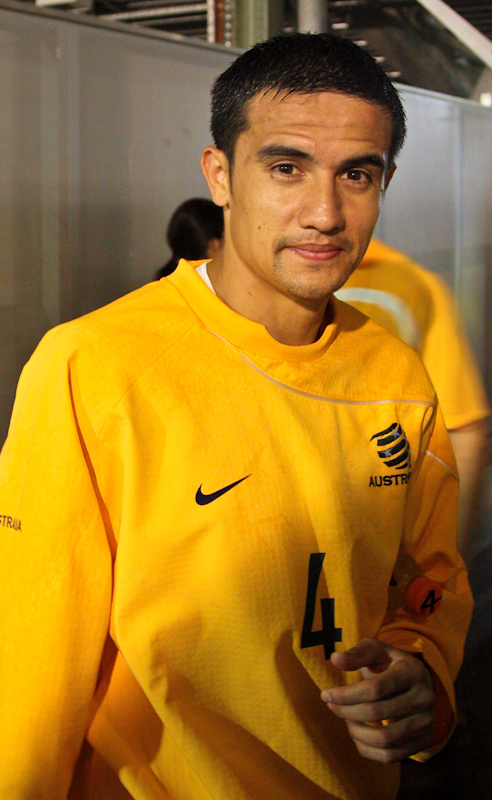
Кэхилл в сборной Австралии

### Командные
«Миллуолл»
- Второй дивизион Футбольной лиги: 2000/01
- Финалист Кубка Англии: 2003/04
- Финалист трофея Футбольной лиги: 1998/99

 «Эвертон»
- Финалист Кубка Англии: 2008/09

 Сборная Австралии
- Кубок наций ОФК: 2004
- Кубок Азии: 2015

### Индивидуальные
- Футболист года в Океании: 2004
- Футболист года в Австралии: 2008/09
- Рекордсмен сборной Австралии по количеству голов на чемпионатах мира: 5 голов